# José Luis Milá Sagnier
José Luis Milà i Sagnier (Barcelona, 1 de mayo de 1918 - Esplugas de Llobregat, 29 de febrero de 2012), II conde del Montseny, fue un abogado español.

## Biografía
Hijo de José María Milá Camps, I conde de Montseny y de su esposa, Montserrat Sagnier Costa.
Hermano de María del Carmen (religiosa), María Asunción, Leopoldo (diseñador industrial), Alfonso (arquitecto), Montserrat, Luis María, Miguel (promotor del diseño) y Rafael Milá Sagnier, familia de la aristocracia barcelonesa.
Se casó en 1949 con Mercedes Mencos Bosch (1926-2019), hija del III marqués del Amparo, Manuel Mencos Ezpeleta, y de su esposa Mercedes Bosch Catarinéu (hija a su vez de Rómulo Bosch, alcalde de Barcelona). Fue piloto de aviación y amante del deporte en general (fue campeón de España de motos en 1948). Abogado de profesión durante gran parte de su vida, en 1980 solicitó la rehabilitación del título de conde de Montseny, que el rey Alfonso XIII había concedido a su padre en 1926 por su fomento de la industria catalana como presidente de la Diputación Provincial de Barcelona.
Fue padre de seis hijos: Mercedes (1951), Clementina (1953), Reyes (1954), José María (1956), Lorenzo (1960) e Inés (1966).
Fue condecorado con la gran cruz de la Orden de Isabel la Católica el 6 de septiembre de 2002.
También fue miembro del Consejo Privado del Conde de Barcelona.
Milá descansa en el panteón familiar de la familia Milá en el Cementerio de Esplugas de Llobregat.
| Predecesor: José María Milá Camps | Conde de Montseny 10 de noviembre de 1980 - 29 de febrero de 2012 | Sucesor: José María Milá Mencos |